# Straniero
Straniero (wł. obcokrajowiec, l.mn. stranieri) to stosowany w sporcie żużlowym termin określający żużlowca, który startuje w polskich rozgrywkach ligowych, lecz nie jest obywatelem Polski.
Po raz pierwszy stranieri mogli startować w polskiej lidze w 1990. Na przestrzeni lat regulamin dopuszczał różną liczbę stranieri, z którymi klub mógł podpisać kontrakt w danym roku (liczba ta nie przekraczała 4) i ilu z nich mogło wystąpić w jednym meczu (1 lub 2). Ponadto w niektórych sezonach obowiązywały również inne, dodatkowe ograniczenia odnoszące się do kwestii startu obcokrajowców w barwach polskich klubów żużlowych, np. zakaz startu w polskiej lidze w kolejnym sezonie dla zawodników zagranicznych, którzy uzyskali kalkulowaną średnią meczową niższą niż 6,00 pkt./mecz czy też brak możliwości kontraktowania żużlowców z kraju innego niż Polska przez kluby, które w przeciągu 3 lat poprzedzających dany sezon rozgrywkowy nie wyszkoliły 3 zawodników do uzyskania certyfikatu na uprawianie sportu żużlowego. Od 2006, zgodnie z unijną zasadą o swobodnym przepływie siły roboczej, kluby mogą kontraktować dowolną liczbę zawodników zagranicznych, jednakże ich liczba w składzie drużyny na mecz jest ograniczona poprzez wymóg posiadania w tymże minimalnej liczby zawodników krajowych, który obecnie (2021) wynosi 4.
Od 2006 roku stranieri mogą startować również w rozgrywkach o MDMP czy MPPK.

## Zawodnicy zagraniczni w polskiej lidze żużlowej

### Historia
Pierwszym w historii obcokrajowcem który podpisał kontrakt na starty w polskiej lidze żużlowej był Austriak Otto Holoubek, który w 1958 roku zasilił zespół Kolejarza Rawicz. Z kolei pierwszym straniero, który z kolei miał okazję pojechać w polskich rozgrywkach ligowych był pochodzący z Jugosławii Valent Medved, który w 1963 roku startował w barwach Wybrzeża Gdańsk. W 1980 roku w polskiej lidze startowało czterech jugosłowiańskich żużlowców: Zvone Gerjevič (Ostrovia Ostrów Wielkopolski), Albert Kocmut, Jože Mavser (Śląsk Świętochłowice) i Krešo Omerzel (Sparta Wrocław).
Dopiero od 1990 roku w polskiej lidze żużlowej zaczęto szerzej kontraktować zagranicznych żużlowych, głównie z Zachodu. Stało się głównie za sprawą Hansa Nielsena, kiedy to ówczesny indywidualny mistrz świata podpisał umowę z Motorem Lublin.